# Manuel Marinho Alves
Manuel Marinho Alves, conegut com a Maneca, (Salvador, 28 de gener de 1926 - Rio de Janeiro, 28 de juny de 1961) fou un futbolista brasiler de les dècades de 1940 i 1950.

## Trajectòria
Pel que fa a clubs, destacà al Vasco, on jugà de 1946 a 1955. També jugà als equips Galícia i Vitória, ambdós de la seva ciutat natal, i al Bangu. Guanyà dos campionats baianos, quatre campionats carioques (1947, 1948, 1950 i 1952) i el campionat sud-americà de clubs de 1948. Amb la selecció brasilera disputà la Copa del Món de 1950.
Maneca morí el 28 de juny de 1961, després de cometre suïcidi en prendre cianur de mercuri.

## Palmarès
Galícia
- Campionat baiano:
  - 1943

Vitória
- Campionat baiano:
  - 1956

Vasco da Gama
- Campionat carioca:
  - 1947, 1949, 1950, 1952
- Campionat sud-americà de clubs:
  - 1948

Brasil
- Taça Oswaldo Cruz:
  - 1950